# Mercury Lynx

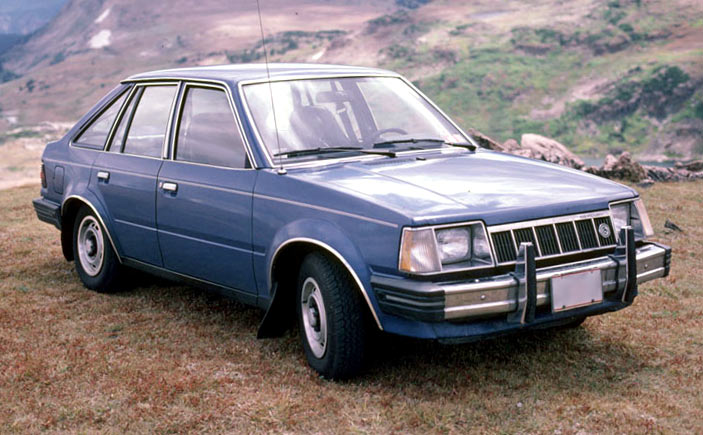
Mercury Lynx de 1982

La Mercury Lynx était une voiture compacte produite par la Ford Motor Company pour sa division Mercury entre 1981 et 1987. C'était une version renommée et plus luxueuse de la Ford Escort destinée au marché Nord-Américain. Ce fut la meilleure vente de Mercury jusqu'en 1987, où les ventes s'effondrèrent.
En 1988, Mercury lança le Tracer (basé sur la Mazda 323) pour remplacer la Lynx.

## Les différents modèles

### Lynx L-FS
Modèle d'entrée de gamme, la climatisation était optionnelle tout comme le freinage assisté qui était de série pour les autres. Même la radio am était en option. (FS signifiait "Fuel Saver", économiseur d'essence, d'où l'absence de toute option consommant de l'énergie.)

### Lynx L
Une voiture économique, 4 vitesse en série, avec 5 vitesses en option.

### Lynx GS
C'était le modèle familial.

### Lynx RS
Plus sportif que les autres modèles (Rally Sport), il offrait un moteur 1.6 litre à injection électronique et à chambre de combustion hémisphérique. Le résultat était "une puissance de 15 pour cent supérieure à celle de la Lynx de série" selon les revues publicitaires de l'époque.

### Lynx Turbo RS
Il s'agissait de la RS équipée d'un turbocompresseur Borg-Warner. Le résultat était encore plus de puissance.

### Lynx LTS
Ce modèle se voulait une berline de tourisme grand luxe.

## Les différentes motorisations

### Le 1.6 litre essence
Moteur de base de l'Escort, il consommait 7.7 litre aux 100 km avec une boîte-pont automatique, ou 7,5 litre au 100 avec une boîte-pont manuelle. Il était disponible en mode "économie", ce qui permettait d'autres options. Aucune information sur l'économie réelle.
Le même moteur en mode normal était disponible avec boite-pont automatique 4 vitesses ou manuelle 5 vitesses. Une version "HO" (High Output) était disponible dans sa dernière livrée (1985), avant le passage au 1,9 L (1985-½). Celui-ci développait quelques chevaux supplémentaires.
L'injection électronique était disponible pour la RS et la LTS.
La version turbo de la Turbo RS consommait 7.6 litre au 100 km.

### Le 2.0 litres Diesel
Avec son 4,4 litre au 100 km en mode combiné - 5,7 litre sur route et 3,5 litre sur autoroute - c'était un moteur très économique.
Disponible seulement avec une boite-pont manuel 5 vitesses, le réglage économique était aussi disponible.

## Sources
- Revue publicitaire La Mercury Lynx de 1984.
- Supplément au guide du propriétaire 1984.
- Guide de consommation de carburant, de transport Canada , 1984.